# デスカミサーダ (小惑星)
デスカミサーダ (1588 Descamisada) は小惑星帯に位置する小惑星。
アルゼンチンの天文学者ミゲル・イティゾーン (Miguel Itzigsohn) がラプラタのラプラタ大学天文台 (Observatorio Astronómico de la Universidad Nacional de La Plata) で発見した。
Descamisado（デスカミサード）は「シャツを着てないやつら」といった意味のスペイン語で、アルゼンチンの労働者階級の俗称である。デスカミサーダはその女性形で、フアン・ペロン大統領夫人エバ・ペロン（1919年 - 1952年）がLa Primera Descamisadaと呼ばれたことに因んで命名された。